# Macedonië (Griekenland)
Macedonië (uitspraakⓘ, Grieks: Μακεδονία, Makedonía), ook wel Zuid-Macedonië ter onderscheid van Noord-Macedonië, is een historische regio in het noorden van het huidige Griekenland, dat sinds de Vrede van Boekarest (1913) tot Griekenland behoort. Voordien was het onderdeel van een provincie van het Ottomaanse Rijk, die onder andere ook het huidige land Noord-Macedonië en een district in het zuidwesten van het huidige Bulgarije omvatte (zie de historische regio Macedonië).

## Geografie
Macedonië is het rijkste landbouwgebied van het huidige Griekenland vanwege de vruchtbare grond. Er wonen 2.424.765 (2001) mensen. Het gebied heeft een oppervlakte van 34.177 km², waarmee het iets groter is dan de staten België en Luxemburg tezamen. De grootste stad van en tevens hoofdstad van de regio is Thessaloniki.
Het is gelegen in het noorden van het Griekse vasteland. In het westen grenst het aan Albanië, in het zuiden aan Thessalië, in het oosten aan Grieks Thracië, in het noorden aan Bulgarije en aan het land Noord-Macedonië. Ten zuiden van de regio ligt de Egeïsche Zee. Op het schiereiland Chalcidice, onderdeel van Macedonië, ligt de autonome monnikenstaat Athos.

## Bestuurlijke indeling
Na 1913 vormde Grieks Macedonië als geheel een provincie, tegenwoordig omvat het de volgende regio's: West-Macedonië, Centraal-Macedonië en een deel van Oost-Macedonië en Thracië. Deze regio's zijn onderverdeeld in departementen.
De volgende departementen liggen in de regio:
- West-Macedonië (Δυτική Μακεδονία/Ditikí Makedonía):

1. Kastoria (Καστοριά)
2. Florina (Φλώρινα)
3. Kozani (Κοζάνη)
4. Grevena (Γρεβενά)
- Centraal-Macedonië (Κεντρική Μακεδονία/Kentrikí Makedonía):

5. Pella (Πέλλα),
6. Imathia (Ημαθία)
7. Pieria (Πιερία)
8. Kilkis (Κιλκίς)
9. Thessaloniki (Θεσσαλονίκη)
10. Chalcidice (Χαλκιδική)
11. Serres (Σέρρες)
- Oost-Macedonië en Thracië (Ανατολική Μακεδονία και Θράκη/Anatoliki Makedonia kai Thraki), twee departementen provincie Macedonië :

12. Drama (Δράμα)
13. Kavála (Καβάλα)

## Bevolking
In dit gebied woont 98% Grieken (Griekse Macedoniërs) en een minderheid van minstens enkele tienduizenden mensen, die een Slavische taal spreken. Dit aantal lag vroeger veel hoger, maar na de Griekse Burgeroorlog zijn velen van hen naar Bulgarije en Joegoslavië geëmigreerd. Van veel anderen zijn de nakomelingen Grieks gaan spreken. Volgens Human Rights Watch wordt de minderheid, waarvan velen zich als etnische Slavische Macedoniërs beschouwen echter onderdrukt door de Griekse overheid, die van mening is dat er niet zoiets als een Slavische Macedonische etniciteit bestaat.
Ook is Griekenland bang dat het sinds 1991 onafhankelijke republiek Macedonië streeft naar hereniging met Grieks Macedonië, vandaar dat men had bedongen dat dit land internationaal alleen met de naam Voormalige Joegoslavische Republiek Macedonië mocht worden aangeduid.

## Geschiedenis

### Macedonië in de Oudheid

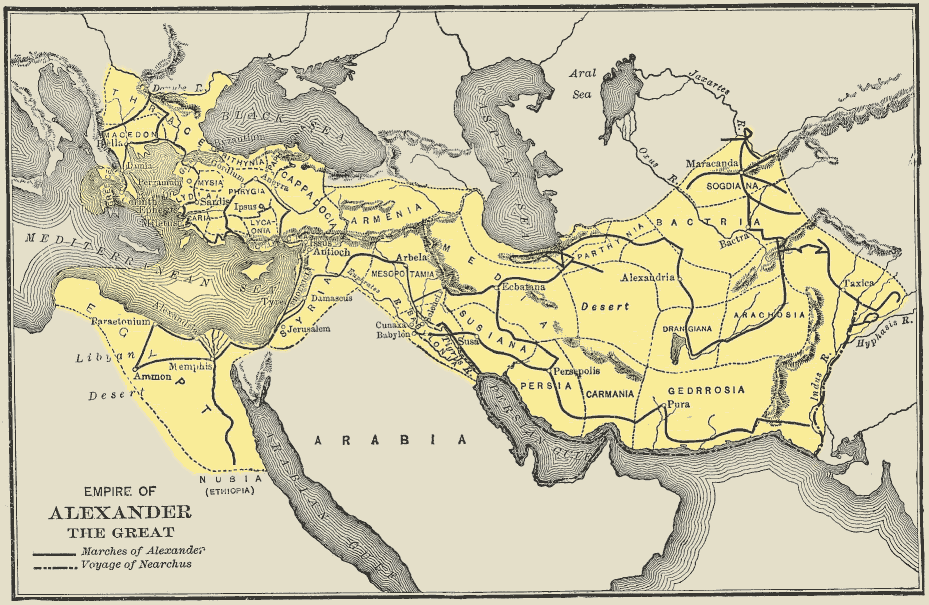
Rijk van Alexander de Grote bij zijn dood.

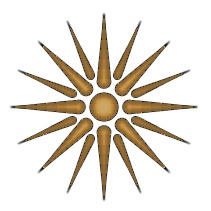
Zon van Vergina

In de oudheid werd het huidige Griekse deel van Macedonië bewoond door het volk der Makedones (Grieks: Μακεδόνες, Macedoniërs) , dat waarschijnlijk een afwijkend dialect van het Grieks sprak, ook al zijn er historici die menen dat het een afzonderlijke taal was. Sommige Slavisch-Macedoniërs menen dat hun taal nauw met het Slavisch verwant was, maar dat is aantoonbaar onjuist.
In 480 v.Chr. hadden de Macedoniërs zich bij de Perzische keizer Xerxes aangesloten en gedurende enige tijd was het land een Perzische vazalstaat. De koningen hadden vaak grote moeite om hun gezag over de verschillende stammen te doen gelden. Het is Philip II van Macedonië, die Macedonië tot een eenheidsstaat aaneen smeedde, met een sterk leger, waarmee hij de oppermacht over nagenoeg heel Griekenland verwierf. Zijn zoon Alexander de Grote zou het Perzische Rijk veroveren en een kortstondig wereldrijk stichten.
Dit rijk werd verdeeld onder verschillende van zijn generaals, de Diadochen, waarvan er een over Macedonië en Griekenland heerste. Macedonië was vervolgens ongeveer anderhalve eeuw een lokale mogendheid, die een zekere controle uitoefende over de rest van Griekenland. Na de Slag bij Pydna in 168 v.Chr. werd het land ingelijfd bij het Romeinse Rijk.
De Slaven zouden pas omstreeks 600 n.Chr. in Macedonië doordringen.